# Burger Nieuwland
Burger Nieuwland is een polder en buurtschap in de gemeente Texel in de provincie Noord-Holland. Burger Nieuwland ligt net ten noorden van het dorp Den Burg op het Nederlandse waddeneiland Texel.
De polder werd tussen 1503 en 1532 ingepolderd waarna op de dijken ervan en in de polder zelf bewoning kwam. Omdat het een kleine polder is is het gebied ook als woonkernnaam in zwang geraakt om aan te duiden waar men woonde. Voor die periode was er ook stuk polder ervan ingepolderd. Tegenwoordig maakt de polder deel uit van de Waal en Brug Polder.
Dorpen en gehuchten: 't Horntje · De Cocksdorp · De Koog · De Waal · Den Burg · Den Hoorn · Oosterend · Oudeschild

Buurtschappen: Bargen · Burger Nieuwland · De Kuil · De Naal ·  De Nes · De Westen · Dijkmanshuizen · Driehuizen · Harkebuurt · Het Noorden · Midden-Eierland · Molenbuurt · Nieuweschild · Noord Haffel · Noorderbuurt · Ongeren · Oost · Spang · Spijkdorp · Tienhoven · Westergeest · Westermient · Zevenhuizen · Zuid-Eierland · Zuid Haffel

Noord-Holland: Steden en dorpen in Noord-Holland      Nederland: Provincies · Gemeenten